# 로라 제인 그레이스
로라 제인 그레이스(Laura Jane Grace, 1980년 11월 8일 ~ )는 미국의 음악가, 기타 리스트이자 밴드 어게인스트 미!의 리드 보컬이다. 2012년 5월, 트랜스젠더 커밍아웃을 하였다.

## 음반 목록

### 정규 음반
- Bought to Rot (2018)
- Stay Alive (2020)

### EP
- Heart Burns (2008)